# Amarwāra
Amarwāra är en ort i Indien.   Den ligger i distriktet Chhindwāra och delstaten Madhya Pradesh, i den centrala delen av landet, 700 km söder om huvudstaden New Delhi. Amarwāra ligger 807 meter över havet och antalet invånare är 13 258.
Terrängen runt Amarwāra är platt. Runt Amarwāra är det ganska tätbefolkat, med 111 invånare per kvadratkilometer. Det finns inga andra samhällen i närheten. Trakten runt Amarwāra består till största delen av jordbruksmark.